# Mogod
Mogod (mongoliska: Могод Сум, Могод, Mogod Sum) är ett distrikt i Mongoliet.   Det ligger i provinsen Bulgan, i den centrala delen av landet, 290 km väster om huvudstaden Ulaanbaatar.